# Lista siturilor arheologice din județul Iași - R
Lista siturilor arheologice din județul Iași - R conține toate siturile arheologice din județul Iași înscrise în Repertoriul Arheologic Național (RAN) și aflate în localități al căror nume începe cu litera R. RAN este administrat de Ministerul Culturii și Patrimoniului Național și cuprinde date științifice, cartografice, topografice, imagini și planuri, precum și orice alte informații privitoare la zonele cu potențial arheologic, studiate sau nu, încă existente sau dispărute.
Puteți căuta un sit din localitățile care încep cu litera R folosind formularul de mai jos sau puteți naviga prin toate siturile din județ la Lista siturilor arheologice din județul Iași.
| Cod RAN                                  | Denumire | Localitate                              | Adresă                     | Datare                            | Descoperit | Coordonate                                   | Imagine           | Erori            |
| ---------------------------------------- | --- | --------------------------------------- | -------------------------- | --------------------------------- | ---------- | -------------------------------------------- | ----------------- | ---------------- |
| 98694.01.01 (Cod LMI: IS-I-m-B-03644.05) | Situl arheologic de la Răducăneni - "La Cireadă" / ansamblu anonim (Categorie: locuire civilă) (Tip: Așezare fortificată)               | sat Răducăneni, comuna Răducăneni       | La Cireadă                 | Cucuteni                          |            |                                              | Încărcați imagine | Raportați eroare |
| 98694.01.02 (Cod LMI: IS-I-m-B-03644.03) | Situl arheologic de la Răducăneni - "La Cireadă" / ansamblu anonim (Categorie: locuire civilă) (Tip: Cetate)                            | sat Răducăneni, comuna Răducăneni       | La Cireadă                 | geto-dacică                       |            |                                              | Încărcați imagine | Raportați eroare |
| 98694.01.03 (Cod LMI: IS-I-m-B-03644.02) | Situl arheologic de la Răducăneni - "La Cireadă" / ansamblu anonim (Categorie: locuire civilă) (Tip: Locuire)                           | sat Răducăneni, comuna Răducăneni       | La Cireadă                 | geto-dacică sec. III - II a. Chr. |            |                                              | Încărcați imagine | Raportați eroare |
| 98694.01.04 (Cod LMI: IS-I-m-B-03644.01) | Situl arheologic de la Răducăneni - "La Cireadă" / ansamblu anonim (Categorie: locuire civilă) (Tip: Locuire)                           | sat Răducăneni, comuna Răducăneni       | La Cireadă                 | sec. IV                           |            |                                              | Încărcați imagine | Raportați eroare |
| 98694.01.05 (Cod LMI: IS-I-m-B-03644.04) | Situl arheologic de la Răducăneni - "La Cireadă" / ansamblu anonim (Categorie: locuire civilă) (Tip: Așezare)                           | sat Răducăneni, comuna Răducăneni       | La Cireadă                 | Noua                              |            |                                              | Încărcați imagine | Raportați eroare |
| 96101.02.01 (Cod LMI: IS-I-m-B-03647.05) | Situl arheologic de la Rediu - "Valea Mută" / ansamblu anonim (Categorie: locuire civilă) (Tip: Așezare)                                | sat Rediu, comuna Brăești               | Valea Mută                 | ceramicii liniare                 |            |                                              | Încărcați imagine | Raportați eroare |
| 96101.02.02 (Cod LMI: IS-I-m-B-03647.03) | Situl arheologic de la Rediu - "Valea Mută" / ansamblu anonim (Categorie: locuire civilă) (Tip: Așezare)                                | sat Rediu, comuna Brăești               | Valea Mută                 |                                   |            |                                              | Încărcați imagine | Raportați eroare |
| 96101.02.03 (Cod LMI: IS-I-m-B-03647.02) | Situl arheologic de la Rediu - "Valea Mută" / ansamblu anonim (Categorie: locuire civilă) (Tip: Așezare)                                | sat Rediu, comuna Brăești               | Valea Mută                 | sec. III - IV                     |            |                                              | Încărcați imagine | Raportați eroare |
| 96101.02.04 (Cod LMI: IS-I-m-B-03647.01) | Situl arheologic de la Rediu - "Valea Mută" / ansamblu anonim (Categorie: locuire civilă) (Tip: Așezare)                                | sat Rediu, comuna Brăești               | Valea Mută                 | sec.XVII-XVIII                    |            |                                              | Încărcați imagine | Raportați eroare |
| 96101.02.05 (Cod LMI: IS-I-m-B-03647.04) | Situl arheologic de la Rediu - "Valea Mută" / ansamblu anonim (Categorie: locuire civilă) (Tip: Așezare)                                | sat Rediu, comuna Brăești               | Valea Mută                 | Noua                              |            |                                              | Încărcați imagine | Raportați eroare |
| 98970.03.01 (Cod LMI: IS-I-s-B-03546)    | Situl arheologic de la Rediu - "Dealul Breazu" / ansamblu anonim (Categorie: locuire civilă) (Tip: Așezare)                             | sat Rediu, comuna Scânteia              | Dealul Breazu (La Salcâmi) | Horodiștea - Erbiceni             |            |                                              | Încărcați imagine | Raportați eroare |
| 98970.03.02 (Cod LMI: IS-I-s-B-03546)    | Situl arheologic de la Rediu - "Dealul Breazu" / ansamblu anonim (Categorie: locuire civilă) (Tip: Așezare)                             | sat Rediu, comuna Scânteia              | Dealul Breazu (La Salcâmi) | geto-dacică                       |            |                                              | Încărcați imagine | Raportați eroare |
| 98970.03.03 (Cod LMI: IS-I-s-B-03546)    | Situl arheologic de la Rediu - "Dealul Breazu" / ansamblu anonim (Categorie: locuire civilă) (Tip: Așezare)                             | sat Rediu, comuna Scânteia              | Dealul Breazu (La Salcâmi) | sec. IV                           |            |                                              | Încărcați imagine | Raportați eroare |
| 95774.01.01 (Cod LMI: IS-I-m-B-03648.03) | Situl arheologic de la Rediu Aldei - "La Hârtop" / ansamblu anonim (Categorie: locuire civilă) (Tip: Așezare)                           | sat Rediu Aldei, comuna Aroneanu        | La Hârtop                  | Horodiștea - Erbiceni             |            |                                              | Încărcați imagine | Raportați eroare |
| 95774.01.02 (Cod LMI: IS-I-m-B-03648.02) | Situl arheologic de la Rediu Aldei - "La Hârtop" / ansamblu anonim (Categorie: locuire civilă) (Tip: Așezare)                           | sat Rediu Aldei, comuna Aroneanu        | La Hârtop                  | sec. IX - X                       |            |                                              | Încărcați imagine | Raportați eroare |
| 95774.01.03 (Cod LMI: IS-I-m-B-03648.01) | Situl arheologic de la Rediu Aldei - "La Hârtop" / ansamblu anonim (Categorie: locuire civilă) (Tip: Așezare)                           | sat Rediu Aldei, comuna Aroneanu        | La Hârtop                  | sec. XI                           |            |                                              | Încărcați imagine | Raportați eroare |
| 98569.01.01 (Cod LMI: IS-I-m-B-03649.04) | Situl arheologic de la Rediu Mitropoliei - "În Islaz" / ansamblu anonim (Categorie: locuire civilă) (Tip: Așezare)                      | sat Rediu Mitropoliei, comuna Popricani | În Islaz                   |                                   |            |                                              | Încărcați imagine | Raportați eroare |
| 98569.01.02 (Cod LMI: IS-I-m-B-03649.03) | Situl arheologic de la Rediu Mitropoliei - "În Islaz" / ansamblu anonim (Categorie: locuire civilă) (Tip: Așezare)                      | sat Rediu Mitropoliei, comuna Popricani | În Islaz                   | sec. XI - XII                     |            |                                              | Încărcați imagine | Raportați eroare |
| 98569.01.03 (Cod LMI: IS-I-m-B-03649.02) | Situl arheologic de la Rediu Mitropoliei - "În Islaz" / ansamblu anonim (Categorie: locuire civilă) (Tip: Așezare)                      | sat Rediu Mitropoliei, comuna Popricani | În Islaz                   | sec. XIV - XV                     |            |                                              | Încărcați imagine | Raportați eroare |
| 98569.01.04 (Cod LMI: IS-I-m-B-03649.01) | Situl arheologic de la Rediu Mitropoliei - "În Islaz" / ansamblu anonim (Categorie: locuire civilă) (Tip: Așezare)                      | sat Rediu Mitropoliei, comuna Popricani | În Islaz                   | sec. XVII - XVIII                 |            |                                              | Încărcați imagine | Raportați eroare |
| 140921.01.01 (Cod LMI: IS-I-s-B-03651)   | Hanul medieval de la Ruginoasa / ansamblu Hanul de la Ruginoasa (Categorie: construcție) (Tip: Han)                                     | sat Ruginoasa, comuna Ruginoasa         |                            | sec. XVIII                        |            |                                              | Încărcați imagine | Raportați eroare |
| 98569.02.01 (Cod LMI: IS-I-m-B-03650)    | Valul din epoca migrațiilor de la Rediu Mitropoliei / ansamblu Valul lui Traian (Categorie: fortificație) (Tip: Val)                    | sat Rediu Mitropoliei, comuna Popricani |                            |                                   |            |                                              | Încărcați imagine | Raportați eroare |
| 97857.01.01                              | Cimitirul medieval de la Răchiteni - "Cimitirul Vechi" / ansamblu anonim (Categorie: descoperire funerară) (Tip: Necropolă)             | sat Răchiteni, comuna Rachițeni         | Cimitirul Vechi            | sec.XVII-XVIII                    |            |                                              | Încărcați imagine | Raportați eroare |
| 98783.01.01                              | Așezarea Cucuteni de la Ruginoasa - "Dealul Drăghici" / ansamblu anonim (Categorie: locuire civilă) (Tip: Așezare fortificată)          | sat Ruginoasa, comuna Ruginoasa         | Dealul Drăghici            | Cucuteni - A3                     | 1926       | 47°14′02″N 26°51′27″E / 47.23389°N 26.8575°E | Încărcați imagine | Raportați eroare |
| 98694.03.01                              | Situl arheologic de la Răducăneni - "Bâzga - Cetățuie" / ansamblu anonim (Categorie: locuire civilă) (Tip: Așezare)                     | sat Răducăneni, comuna Răducăneni       | Bâzga-Cetățuie             | Cucuteni                          |            |                                              | Încărcați imagine | Raportați eroare |
| 98694.03.02                              | Situl arheologic de la Răducăneni - "Bâzga - Cetățuie" / ansamblu anonim (Categorie: locuire civilă) (Tip: Așezare)                     | sat Răducăneni, comuna Răducăneni       | Bâzga-Cetățuie             |                                   |            |                                              | Încărcați imagine | Raportați eroare |
| 96236.01.01                              | Situl arheologic de la Rotăria - Pe Runc / ansamblu anonim (Categorie: locuire) (Tip: Așezare)                                          | sat Rotăria, comuna Ciortești           | Pe Runc                    |                                   |            |                                              | Încărcați imagine | Raportați eroare |
| 96236.01.02                              | Situl arheologic de la Rotăria - Pe Runc / ansamblu anonim (Categorie: locuire) (Tip: Așezare)                                          | sat Rotăria, comuna Ciortești           | Pe Runc                    | Monteoru                          |            |                                              | Încărcați imagine | Raportați eroare |
| 98694.02.01                              | Așezarea de la Răducăneni - "Hămeiosul" / ansamblu anonim (Categorie: locuire civilă) (Tip: Așezare)                                    | sat Răducăneni, comuna Răducăneni       | Hămeiosul                  | geto-dacică                       |            |                                              | Încărcați imagine | Raportați eroare |
| 98694.02.02                              | Așezarea de la Răducăneni - "Hămeiosul" / ansamblu anonim (Categorie: locuire civilă) (Tip: Așezare)                                    | sat Răducăneni, comuna Răducăneni       | Hămeiosul                  | Răducăneni sec. XI - XII          |            |                                              | Încărcați imagine | Raportați eroare |
| 96101.01.01 (Cod LMI: IS-I-m-B-03646.03) | Situl arheologic de la Rediu - "Bădarău" / ansamblu anonim (Categorie: locuire civilă) (Tip: Așezare)                                   | sat Rediu, comuna Brăești               | Bădarău                    |                                   |            |                                              | Încărcați imagine | Raportați eroare |
| 96101.01.02 (Cod LMI: IS-I-m-B-03646.02) | Situl arheologic de la Rediu - "Bădarău" / ansamblu anonim (Categorie: locuire civilă) (Tip: Așezare)                                   | sat Rediu, comuna Brăești               | Bădarău                    | sec. IV                           |            |                                              | Încărcați imagine | Raportați eroare |
| 96101.01.03 (Cod LMI: IS-I-m-B-03646.01) | Situl arheologic de la Rediu - "Bădarău" / ansamblu Vatra medievală a satului Munteni (Categorie: locuire civilă) (Tip: Așezare rurală) | sat Rediu, comuna Brăești               | Bădarău                    | sec. XV - XVIII                   |            |                                              | Încărcați imagine | Raportați eroare |